# 博阿达德坎波斯
博阿达德坎波斯，是西班牙卡斯蒂利亚-莱昂帕伦西亚省的一个市镇。 总面积15平方公里，总人口22人（2001年），人口密度1人/平方公里。